# Belleville, Rhône
Belleville là một xã trong tỉnh Rhône, thuộc vùng hành chính Auvergne-Rhône-Alpes của nước Pháp, có dân số là 5840 người (thời điểm 1999). Belleville được xem làtrung tâm của Beaujolais vì nơi đây có nhiều doanh nghiệp buôn bán rượu vang có tên tuổi và.

## Nhân khẩu học
| 1962  | 1968  | 1975  | 1982  | 1990  | 1999  | 2005  |
| ----- | ----- | ----- | ----- | ----- | ----- | ----- |
| 4.040 | 5.837 | 6.360 | 6.397 | 5.935 | 5.840 | 6.012 |